# 호르헤 메레
호르헤 메레 페레스(스페인어: Jorge Meré Pérez, 1997년 4월 17일 ~ )는 스페인의 축구 선수로, 현재 멕시코 리가 MX의 클루브 아메리카에서 스페인 라리가의 클럽인 카디스 CF로 임대되어 활약하고 있다. 포지션은 센터백이다.